# Leningradkodexen

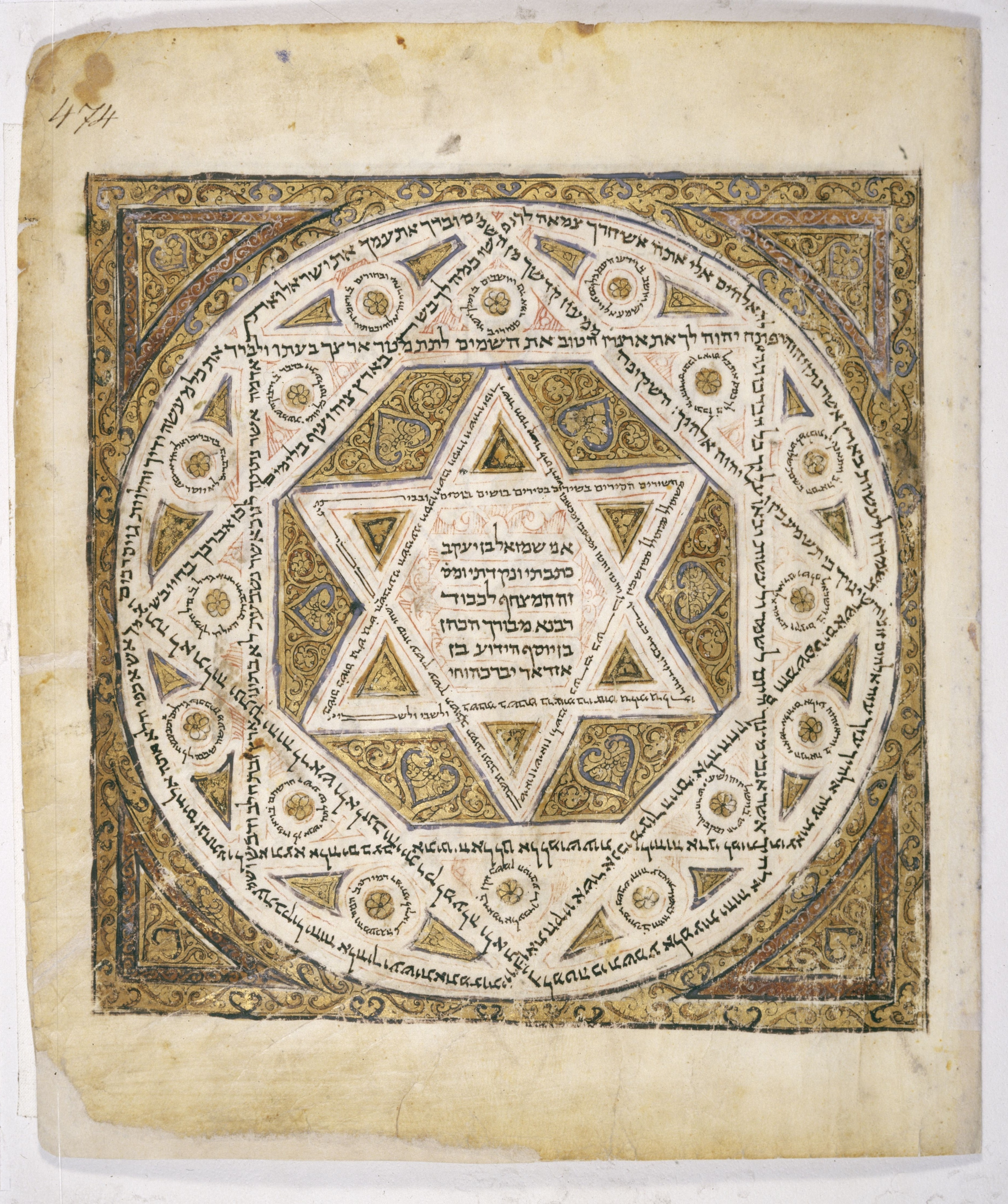
Leningradkodexen.

Leningradkodexen eller Codex Leningradensis är alltjämt den äldsta kompletta handskriften till hela den Hebreiska Bibeln baserad på den masoretiska bibeltexten. Den är daterad till 1008. Handskriften är av mycket stort värde och ligger till grund för utgåvorna av Biblia Hebraica från och med den tredje utgåvan från 1937.